# Peter Buchman
Peter Buchman (* 13. Juli 1967 in den USA) ist ein US-amerikanischer Drehbuchautor.
Buchman war als Autor bei den US-amerikanischen Filmen Jurassic Park III (2001), Eragon (2006), und den beiden Teilen von Che (2008) tätig. Für letzteres wurde Peter Buchman für den Goya Preis nominiert.
Buchman ist mit der Schauspielerin Jolene Hjerleid verheiratet. Das Paar hat zusammen eine Tochter mit dem Namen Lillian Rose, die 2001 geboren wurde.

## Filmografie
- 2001: Jurassic Park III
- 2006: Eragon – Das Vermächtnis der Drachenreiter (Eragon)
- 2008: Che – Revolución (Che: Part One)
- 2008: Che – Revolución (Che: Part Two)

## Auszeichnungen
- 2009: Goya Award: nominiert für Che
- 2009: Cinema Writers Circle Awards: nominiert für Che